# パセリガエル
パセリガエル (Pelodytes punctatus) は、両生綱無尾目パセリガエル科パセリガエル属に分類されるカエル。

## 分布
フランス、スペイン北部、イタリア最北西部に分布する。かつてはベルギーやルクセンブルクの一部地域にも分布していたが、今では見られなく、その他の地域でも個体数は減少傾向にある。

## 特徴
体長5cm。背面の緑色模様がパセリにみえることから、その名がついた。
被覆の多い疎林や藪に生息し、日中は植物や石のあいだで生活している。汽水にも耐性がある。小さな水たまりで繁殖し、40-360個ほどの卵が含まれる卵塊を植物の茎に巻きつけて産卵する。

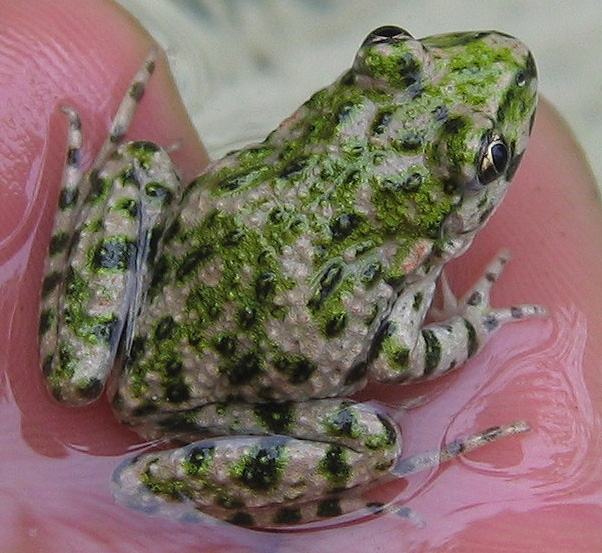
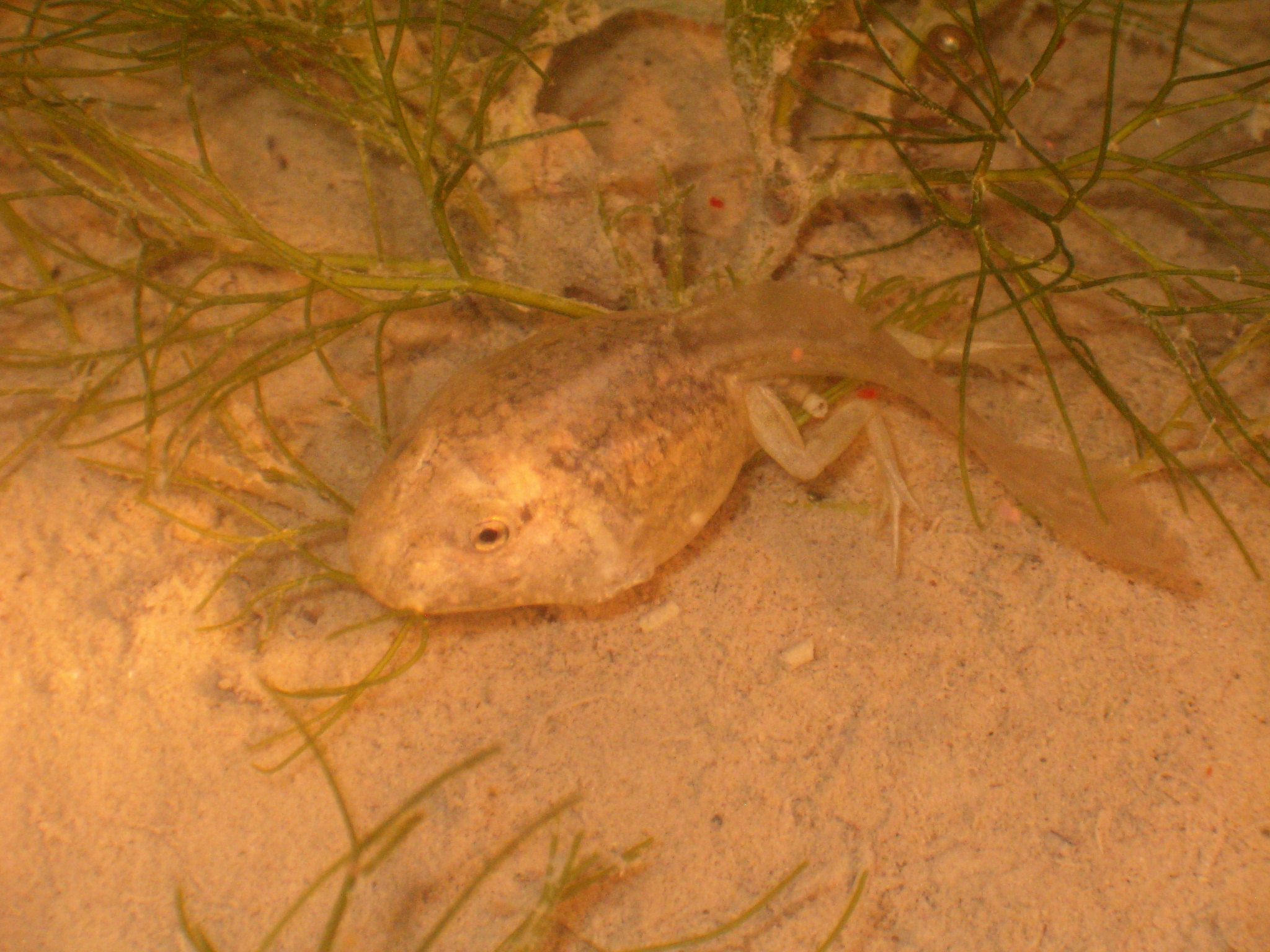